# 2008年夏季奥林匹克运动会萨摩亚代表团
2008年夏季奥林匹克运动会薩摩亞代表团会参加2008年8月8日至24日在中国北京主办的第29届夏季奥运。代表团包括6位参赛者，分別參與6個項目。

## 田径
- Aunese Curreen（男子800米）

## 游泳
- Emma Hunter

## 射箭
- Joseph Walter（男子個人）

## 拳擊
- Satupaitea Farani Tavui

## 划艇
- Rudolf Berking-Williams（男子個人500米、個人1000米）

## 舉重
- Ele Opelogue（女子75公斤級）